# Латиноамериканська міграція до Великої Британії
Латиноамериканська міграція до Сполученого Королівства сягає початку 19 століття. Однак аж до 1970-х років, коли політичні та громадянські заворушення стали масовими заворушеннями в багатьох країнах Латинської Америки, латиноамериканська громада Сполученого Королівства не була особливо великою. З тих пір економічна міграція до Сполученого Королівства зросла. Жителі бразильського та колумбійського походження є двома найбільшими групами, станом на 2019 рік — 95 000 і 36 000 відповідно . Деякі біженці та шукачі притулку переїхали до Сполученого Королівства наприкінці 20-го століття, однак, починаючи з початку тисячоліть, латиноамериканці мігрували до Сполученого Королівства з багатьох причин, і наразі спільнота складається з людей з усіх сфер життя. У Великій Британії також проживають люди латиноамериканського походження, які народилися в Британії. Під час іспанської фінансової кризи 2008–2014 років Британія також стала одним із улюблених європейських напрямків для деяких із приблизно 1,4 мільйона латиноамериканців, які отримали іспанське громадянство .

## Історія

### Рання присутність політичних діячів
Латиноамериканці населяли територію сучасного Сполученого Королівства протягом століть, хоча й у набагато меншій кількості, ніж зараз. Перші мігранти датуються кінцем 18-го / початком 19-го століття, це були політики та письменники, які жили переважно в Лондоні в надії зібрати кошти на зброю, щоб допомогти звільнити Латинську Америку від панування Іспанії та Португалії. Причина того, що Лондон став першочерговим вибором для тимчасового проживання таких осіб, полягає в тому, що Британія була дуже рада підтримати їх і спостерігати, як Іспанська імперія слабшає, оскільки Британська імперія продовжувала рости по всьому світу. Симон Болівар, який відіграв ключову роль в іспано-американській війні за незалежність, відвідав Лондон на шість місяців у 1810 році як керівник дипломатичної місії . Попередник Болівара, уродженець Венесуели, Франсіско де Міранда, провів чотирнадцять років свого життя як політичний вигнанець у британській столиці, спочатку член іспанського флоту, він вирішив допомогти звільнити Латинську Америку після того, як став свідком американської війни за незалежність. де Міранда був близьким союзником британського прем'єр-міністра Вільяма Пітта, і після кількох зустрічей між ними Пітт пообіцяв гроші від британського уряду на допомогу Латинській Америці у війні за незалежність [2]. За кілька років багато латиноамериканських країн здобули незалежність, і багато латиноамериканських політичних діячів залишилися в Лондоні, намагаючись знайти позики для розвитку своїх відповідних нових держав. Не лише політичні діячі скористалися гостинним і безпечним середовищем Лондона, багато латиноамериканських письменників, які, швидше за все, були б страчені чи ув’язнені за свою творчість на батьківщині, опублікували свої роботи у Великій Британії, хороші приклади цього бразилець Іпполіто да Коста і колумбієць Хуан Гарсіа дель Ріо.

### Вигнанці та біженці після 1970 року
Перша значна і велика хвиля міграції з Латинської Америки до Сполученого Королівства відбулася в 1970-х роках; Закон про імміграцію 1971 року був лише одним із факторів, який послужив каталізатором цього явища. До 1971 року існували суворі правила, які дозволяли лише жителям нинішніх або колишніх британських заморських територій і колоній отримувати дозволи на роботу тощо на материковій частині Великої Британії. Ця зміна в законодавстві значно полегшила латиноамериканцям та іншим подібним групам отримання права жити та працювати у Великій Британії. З цього моменту латиноамериканська спільнота у Великій Британії почала зростати з прибуттям робітників-мігрантів і біженців, які рятувалися від репресивних політичних режимів . Близько 2500 вигнанців з Чилі були першою великою групою латиноамериканських мігрантів до Великої Британії, коли вони оселилися в Лондоні на початку 1970-х років; вони складалися з бізнесменів, професорів і студентів, які втекли з рідної країни через триваючу політичну нестабільність. Серед вигнанців були праві, які тікали від правління Сальвадора Альєнде, а пізніше ліві, які тікали від режиму Піночета. Чилі була не єдиним джерелом латиноамериканських біженців у 1970-х роках і наприкінці 20-го століття загалом, багато людей, таких як Аргентина, Болівія, Колумбія та Еквадор, також попросили права на притулок у Великій Британії. Військовий уряд Аргентини (Процес національної реорганізації), який залишався при владі між 1976 і 1983 роками, був ще одним важливим фактором, який сприяв широкомасштабній міграції латиноамериканських біженців до Великої Британії. Колумбійці є найбільшою латиноамериканською групою у Великій Британії, і вони прибувають тисячами з 1970-х років ; більшість переїхали між 1986 і 1997 роками після того, як вони були змушені залишити свої домівки через насильство партизанів і воєнізованих формувань у Колумбії . Протягом більшої частини 20-го століття Британія фактично була найулюбленішим європейським місцем для колумбійських мігрантів і біженців, випереджаючи навіть Іспанію. Болівійці є досить невеликою групою латиноамериканських біженців у Великій Британії; під час періоду політичної нестабільності в Болівії наприкінці 20-го століття багато хто натомість вирішив створити нове життя для себе в Сполучених Штатах чи інших південноамериканських країнах. Незважаючи на це, Сполучене Королівство донині залишається другим за популярністю місцем призначення для болівійських мігрантів до Європи незалежно від статусу. Кубинці, хоч і відносно невеликі, мігрували до Великої Британії з початку 1960-х років, рятуючись від захоплення Куби комуністами. Більшість міграцій відбулася під час польотів свободи, які почалися в 1965 році, коли деякі кубинці обрали Велику Британію як альтернативу Сполученим Штатам.
1. 1 2 3 4 5 6 7 8  Untold London. web.archive.org. 8 березня 2012. Архів оригіналу за 8 березня 2012. Процитовано 2 грудня 2022.
2. ↑  Population by country of birth and nationality (Discontinued after June 2021) - Office for National Statistics. www.ons.gov.uk. Процитовано 2 грудня 2022.
3. ↑  Untold London. web.archive.org. 19 липня 2011. Архів оригіналу за 19 липня 2011. Процитовано 2 грудня 2022.
4. ↑  Mateos, Pablo (30 жовтня 2015). Ciudadanía múltiple y migración: Perspectivas latinoamericanas (ісп.). CIDE. ISBN 978-607-9367-66-4.
5. 1 2 3 4 5 6  Museum of London | Free museum in London. www.museumoflondon.org.uk. Процитовано 2 грудня 2022.
6. 1 2  Fernández, Francisco Lizcano (2007). Iberoamérica. Un área cultural heterogénea (ісп.). Universidad Autónoma del Estado de México. ISBN 978-970-757-052-8.
7. 1 2  Research Directory : Caught in the crossfire: Colombian asylum seekers and the UK. web.archive.org. 6 жовтня 2011. Архів оригіналу за 6 жовтня 2011. Процитовано 2 грудня 2022.
8. ↑  Wayback Machine (PDF). web.archive.org. 16 липня 2011. Архів оригіналу (PDF) за 16 липня 2011. Процитовано 2 грудня 2022.
9. 1 2   (PDF) https://web.archive.org/web/20210619192116/https://www.runnymedetrust.org/uploads/publications/pdfs/BoliviansInLondon-2007.pdf. Архів оригіналу (PDF) за 19 червня 2021. Процитовано 2 грудня 2022. {{cite web}}: Пропущений або порожній |title= (довідка)